# 樊湛
樊湛，宋朝政治人物。
樊湛曾接替徐民瞻任华亭县知县一职，1201年由钱訚接任。